# 연결주의 (학습이론)
연결주의(Connectivism)는 조지 시멘스(George Siemens)를 중심으로 디지털 환경 속에서 학습을 설명하기 위해 제시된 학습 이론이다. 연결주의의 핵심 아이디어는 학습을 다양한 교점(node)의 연결로 보는 것이다. 이 때 교점은 학습자와 교수자 뿐 아니라 학습에 개입하는 정보, 테크놀로지, 데이터 등을 모두 포함한다. 연결주의는 학습자가 다양한 교점을 연결함으로써 네트워크 안에서 새로운 지식을 습득하고, 이들 교점과의 연결을 지속하거나 확장함으로써 새로운 정보를 지속적으로 습득하는 학습에 주목한다.

## 연결주의 학습이론의 원리
핵심 아이디어는 학습을 ‘다양한 교점(node)의 연결’로 보는 것이다. 이 때 교점은 학습자, 교수자, 학습에 개입하는 정보, 테크놀로지, 데이터 등을 모두 포함한다. 학습자가 다양한 교점을 연결함으로써 네트워크 안에서 새로운 지식을 습득하고 이들 교점(node)과의 연결을 지속하거나 확장함으로써 새로운 정보를 지속적으로 습득하는 학습에 주목한다.
연결주의를 처음으로 제안한 Siemens는 연결주의 원리를 다음과 같이 정리하였다.
- 학습과 지식은 의견의 다양성에 의존한다.
- 학습이란 특수화된 교점(node)이나 정보원(information sources)을 연결하는 과정이다.
- 학습은 비인간 기기(non-human appliances)에 존재할 수 있다.
- 현재 무엇을 알고 있느냐보다 추가적으로 알 수 있는 능력이 더 중요하며 이를 위해 연결을 풍부하게 하거나 유지하며 지속적인 학습을 하는 것이 중요하다.
- 영역, 아이디어, 개념들 간의 연결 관계를 파악할 수 있는 능력이 핵심적 능력이다.
- 시의성(정확하고 최신의 지식을 알고 있는 것)이 모든 연결주의 학습활동의 목적이다.
- 의사결정 자체가 학습 과정이며 어떤 것을 배울지에 대한 선택과 입력되고 있는 정보의 의미는 변화하는 현실(reality)이라는 렌즈를 통해 해석된다. 현재의 정답이 현재의 결정을 좌우한 정보의 변화로 인해 내일은 잘못된 것이 될 수 있다.

## 가상 실천 공동체
연결주의는 지식을 창발적이고, 혼돈스러우며(chaotic), 분절되어 있고, 맥락화된 것으로 규정한다. 지식은 완결되지 않은 과정적인 것이며 학습은 혼돈의 경계에서 발생하는 것이라고 보는 복잡계 이론의 주장과도 일맥 상통한다. 연결주의는 구성주의와 달리 집단 단위의 학습이 아닌 네트워크의 학습에 초점을 맞춘다. 네트워크는 가상 실천 공동체(virtual community of practice)이다. 이 가상 실천 공동체는 다음과 같은 특성을 지닌다.
- 네트워크 내 규범은 창발적으로 등장한다.
- 네트워크는 구성원 간 공유된 흥미를 기반으로 이루어지고 구성원의 참여 및 탈퇴는 유연하게 이루어진다.
- 네트워크는 이타주의와 명성(reputation)을 동력으로 유지된다.
- 연결주의가 강조하는 학습 단위인 네트워크는 이러한 특성으로 인해 학습자의 동기와 참여에 대한 지속성의 문제, 예상치 못한 변화에 대한 대응력 문제, 프라이버시 보호와 관련된 문제점들이 제기되기도 한다.

## 학습이론과 학력관의 변화

### 학습 주체의 변화
연결주의에 의하면 앞으로 학습의 주체는 개인에서 집단 속 개인으로, 개인이 포함된 네트워크로 이동하게 된다.
객관주의적 관점을 기반으로 하는 행동주의와 인지주의의 경우 학력을 함양하는 주체를 개인으로 상정하고 있다는 것이 특징이다. 행동주의는 개인의 행동 변화를 학습의 결과로 고려하고 인지주의는 개인의 스키마 개발을 학습의 바람직한 결과로 상정한다. 한 때 새로운 학습 모형으로 주목받았었던 개별화 학습의 경우도 객관주의적 관점을 기반으로 하는 것으로 특정 학습 목표에 도달할 때까지 혹은 정해진 지식의 발현이 이루어질 때까지 학습자 개인의 학습 속도 및 학습 정도에 부합하는 개별 학습을 강조하는 것이다.
이와 달리 구성주의 이론의 경우 집단의 일원으로서의 개인이 경험하는 학습에 초점을 맞추고 있다. 사회적 구성주의 이론은 집단의 학습을 강조하며 실제적 맥락의 제공, 동료와 교수자의 피드백 제공 및 협업의 중요성에 주목한다. 미래 학습 모형으로 강조되는 개인화 학습은 개별화 학습과는 달리 구성주의적 이론, 더 나아가 연결주의적 이론을 기반으로 하고 있다고 볼 수 있다. 네트워크 사회에서 학습자의 특성과 테크놀로지가 기반이 된 학습환경 구현으로 인해 개인화(personalized) 학습이 가능해진 것이다. 개인화 학습은 개인의 인지적 수준에 따른 개별화 학습에서 더 나아가 개인의 정서적 요구를 충족하는 학습을 의미한다. 이는 학습자 중심의 교육과정과도 일맥상통하는 것으로 학습자가 자신의 정체성을 구현하기 위한 개인화된 학습 경험으로서의 학습 경로를 결정하는 것이 중요함을 보여준다.

### 학습 과정에 주목
행동주의는 학습자의 행동 변화 다시 말해 학습의 결과에 주목하였다. 명시된 학습 목표를 달성을 학습자의 학력 성취의 증거로 고려한 것이다. 이와 달리 구성주의는 학습자가 지식을 만들어가는 과정의 중요성을 강조한다. 이는 사회적 구성주의를 기반으로 비고츠키가 강조한 근접발달영역(Zone of Proximal Development)의 에서도 나타난다. 상황학습이론 역시 학습자가 실천 공동체( Community of Practice)안에서 동료 학습자 그리고 교사와의 소통을 통해 실제 맥락에 적용 가능한 지식을 함양하는 과정에 주목하고 있다. 구성주의가 보여주는 학습 과정의 지식으로서의 유효함은 미래 학력에서 강조되고 있는 과정 중심 평가를 정당화하는 이론적인 근거가 된다.

### 학습 환경 조성의 중요성
학습자가 중심이 되는 삶의 설계자로서의 교육과정의 실현을 가능하게 하는 중요한 요소 중 하나는 단위 학교의 교육 문화이다. 교육 주체 간의 암묵적인 문화형성이 학습자 중심의 교육과정의 실천을 가능하게 한다. 연결주의 이론은 이러한 암묵적 학습문화를 구성하는 여러 요소들과 그 상관관계에 주목한다. 연결주의는 학습문화 및 환경을 구성하는 요소로 교사, 학생, 학부모, 지역사회 뿐 아니라 학습을 구성하는 네트워크, 학습의 도구로 작동하는 테크놀로지, 소통 문화, 사회 담론 등을 모두 고려한다.

### 지식의 가변성에 대한 대응 능력
연결주의 이론은 현재의 디지털 테크롤로지 기반 학습 환경으로인해 학습자에게 ‘추가적으로 그리고 지속적으로 무언가를 알 수 있는 능력을 현재 무엇을 알고 있느냐보다 더 중요’하게 여겨지는 것에 주목한다. 지식의 가변성과 정보의 시의성이 강조되는 환경에서 연결주의는 학습자가 ‘지속적인 학습을 촉진하기 위해 연결을 풍부하게 하거나 유지하는 능력’을 갖추어야 한다고 강조한다.

## 같이 보기
연결주의(또는 병렬분산처리,parallel distributed processing)

## 참고 문헌
1. ↑  미래형 학력 개념 및 방향에 관한 연구 pp57-61 김위정, 김아미 (2016), 경기도교육연구원
2. ↑  Connectivism 보관됨 2010-02-01 - 웨이백 머신 Siemens, G, (2004), A Learning Theory for the Digital Age
3. ↑  Davis, B. & Sumara, D. (2009), Complexity as a theory of education, Transnational Curriculum Inquiry, 5(2), 33-44.
4. ↑  손민호, 조현영(2016), 탈기능주의 교육과정 모형으로서의 아이덴티니 메타포, 교육과정연구. 34(2), 141-160